# Pierre Gringoire (personaggio)
Pierre Gringoire è un personaggio del romanzo Notre-Dame de Paris di Victor Hugo, ispirato all'omonimo personaggio storico poeta e drammaturgo.

## Nel romanzo
Gringoire è un poeta perennemente affamato che compare all'inizio della storia durante la Festa dei Folli, in cui si tiene la rappresentazione di una commedia da lui scritta, che però si rivela un totale fallimento. Disperato, Gringoire pensa di gettarsi nella Senna, senza averne però il coraggio. Mentre vaga, rimane colpito dalla zingara Esmeralda e perciò decide di seguirla nella Corte dei Miracoli, venendo catturato dagli zingari che decidono di impiccarlo. Esmeralda lo salva sposandolo, rifiutando però qualsiasi contatto con lui essendo innamorata di Febo. Gringoire le racconta la sua storia, è rimasto orfano da bambino ed aveva tentato vari mestieri, fallendoli tutti, finché l'arcidiacono Claude Frollo gli aveva insegnato a leggere e scrivere, facendolo diventare poeta. Gringoire perde velocemente la sua cotta per Esmeralda, affezionandosi invece alla sua capra Djali, ed inizia ad esibirsi nelle piazze assieme alla zingara. In seguito, il poeta capita casualmente al processo di Esmeralda e cerca di difenderla, poi si lascia convincere da Frollo e lo aiuta a far uscire la zingara dalla cattedrale, che sta per essere invasa dalle guardie. Sul finale, Gringoire abbandona però Esmeralda nelle mani dell'arcidiacono (che essendo rifiutato, avverte le guardie facendola impiccare) riuscendo però a salvare la capra, anche lei condannata a morte come la sua padrona.

## Nell'opera popolare
In questa versione Gringoire è il narratore della storia. È un artista di strada, ma nonostante questo è una persona istruita, colta, romantica e sagace. A Parigi è molto conosciuto per i suoi spettacoli in piazza. Siccome non c'è Djali, la capretta, la funzione nel romanzo non è la stessa.
Piuttosto libertino, non disdegna la compagnia delle donne aborrendo però qualsiasi legame fisso e ama le feste dove la sua voce è sempre la prima a dare il via alla baldoria.
Le sue abilità artistiche sono alla portata di tutti, ricchi e popolani, e la sua vita scorre per le strade e tra la gente più povera, per questo appare come un personaggio assolutamente alla mano.
È una persona benevola ma ironica e pungente. Sempre dalla parte dei deboli, in caso di necessità non si tira indietro nel chiedere asilo a Notre-Dame per tutti i poveri che compongono la Corte dei Miracoli. L'indole di Gringoire è passionale, romantica e sognatrice tanto da farlo parlare con la Luna stessa al momento in cui intuirà la grandezza dell'amore impossibile e non corrisposto di Quasimodo per la bella Esmeralda, provandone pena e dolore profondo.
Nell'opera Gringoire viene anche più volte visto discutere con Claude Frollo. Il loro primo dialogo è inizialmente molto concitato e i due non sembrano fidarsi molto l'uno dell'altro. In seguito, tuttavia, i loro discorsi divengono molto più amichevoli e i due arriveranno addirittura a discutere cordialmente di argomenti di attualità come la scoperta dell'America e l'invenzione della stampa. In generale, sebbene non siano amici, non sembra vi sia rancore tra i due, sebbene il poeta, alla fine, guardi con disprezzo il curato, il quale non ha concesso Asilo.
Il primo artista ad interpretare Gringoire è Bruno Pellettier, nella prima versione dello spettacolo in Francia nel 1998. 
In Italia, è invece interpretato da Matteo Setti e Heron Borelli nella prima edizione, in seguito da Mattia Inverni, Roberto Sinagoga, Luca Marconi e Riccardo Maccaferri.

## Altri media

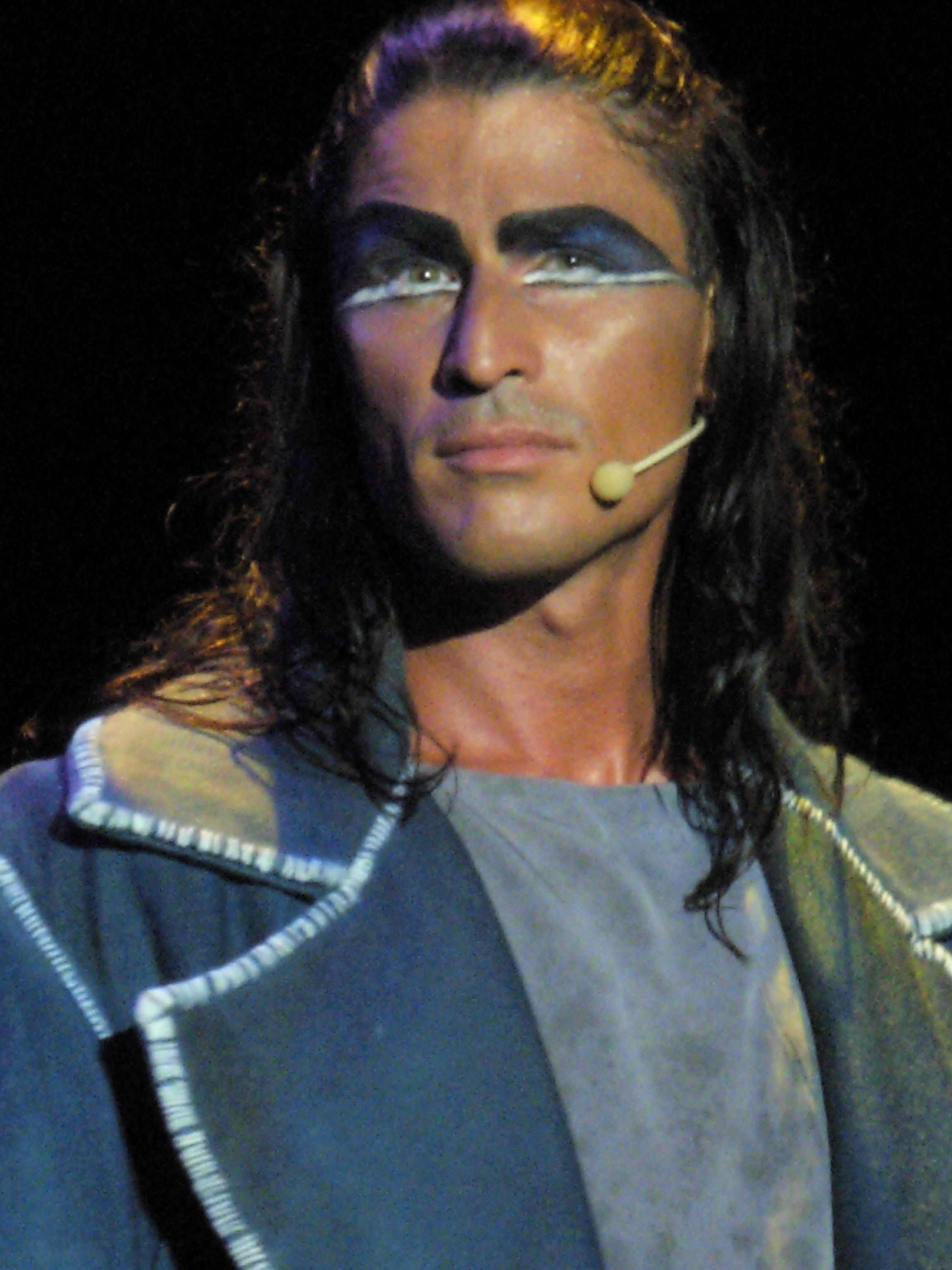
Matteo Setti, interprete italiano di Gringoire

Pierre Gringoire è particolarmente soggetto a reinterpretazioni e stravolgimenti nei diversi adattamenti dell'opera. Nell'opera del 1914 è Gringoire e non Frollo a pugnalare Phoebus mentre amoreggia con Esmeralda. Nella versione del 1939, per esempio, finisce addirittura per sposarsi con Esmeralda, che, nel finale, rimane viva.
Inoltre è assente nel celebre adattamento Disney del 1996 dell'opera, ma il suo personaggio si scinde in Clopin, che fa da narratore della storia ed è meno violento del Clopin del romanzo, e in Febo, che anziché il meschino del libro è un uomo onesto che si adopera per salvare la zingara che ama e che finirà con lo sposare. In una sequenza tagliata del film, Clopin sposava perfino Esmeralda con Febo, rompendo una brocca, forse per sancire l'alleanza del capitano e di Quasimodo con la corte dei miracoli e per vincolarli agli zingari, sequenza che potrebbe essere un omaggio alle nozze di Gringoire ed Esmeralda nel romanzo.
Il film del 1956, invece, è più fedele al romanzo, e Gringoire è interpretato da Robert Hirsch.
Nel film televisivo del 1997, The Hunchback, Gringoire s'innamora a prima vista di Esmeralda e lei ricambia il suo amore dopo averlo salvato dalla morte con il matrimonio.